# 沈婺華
沈 婺華（しん ぶか）は、南朝陳の後主陳叔宝の皇后。武帝陳霸先の外孫。本貫は呉興郡武康県。

## 経歴
沈君理と会稽長公主（武帝の娘）の間の娘として生まれた。陳叔宝の又従姉妹にあたる。母の公主を早くに亡くし、婺華は幼いながらに服喪して痩せ細った。服喪を終えても、歳時のおりふしにひとり端座して涕泣したため、周囲にもの珍しがられた。太建3年（571年）、東宮に入って皇太子妃となった。太建5年（573年）、父の君理が死去すると、別殿にうつって服喪したが、哀しんで痩せ細ることは礼の規定を越えていた。太建14年（582年）、陳叔宝が即位すると、皇后に立てられた。子がなく、孫姫の生んだ陳胤を養子とした。
沈婺華は行いが正しく物静かで、欲が少なく、聡明で記憶に優れ、経書・史書を好んで読んだ。陳叔宝は貴妃の張麗華を寵愛して皇后の婺華をかえりみなかったが、婺華は怨みごとを言うことがなかった。倹約を心がけ、衣服には錦繡の飾りもなく、側近の近侍は100人ほどいるばかりで、ただ史籍や仏教経典を読んで暮らした。陳叔宝は廃后も考えていたが、実行する前に陳が滅亡した。
禎明3年（589年）、隋が陳を滅ぼすと、陳叔宝とともに長安に入った。仁寿4年（604年）、陳叔宝が死去すると、婺華は自ら哀辞を作った。隋の煬帝が地方を巡幸するたびに、婺華は必ずつき従った。大業14年（618年）、煬帝が宇文化及に殺害されると、婺華は広陵から郷里の呉興郡に帰った。毗陵の天静寺で尼となり、法名を観音といった。唐の貞観初年に死去した。

## 伝記資料
- 『陳書』巻7 列伝第1
- 『南史』巻12 列伝第2